# Mausolée de Safdar Jung
Le Mausolée de Safdar Jung (en hindi : सफ़दरजंग का मक़बरा ; en ourdou : صفدر جنگ کا مقبره ; en anglais : Tomb of Safdarjung) est le mausolée-tombeau de Safdar Jung à New Delhi, en Inde. Il a été construit en 1754 dans le style tardif de l'architecture moghole.

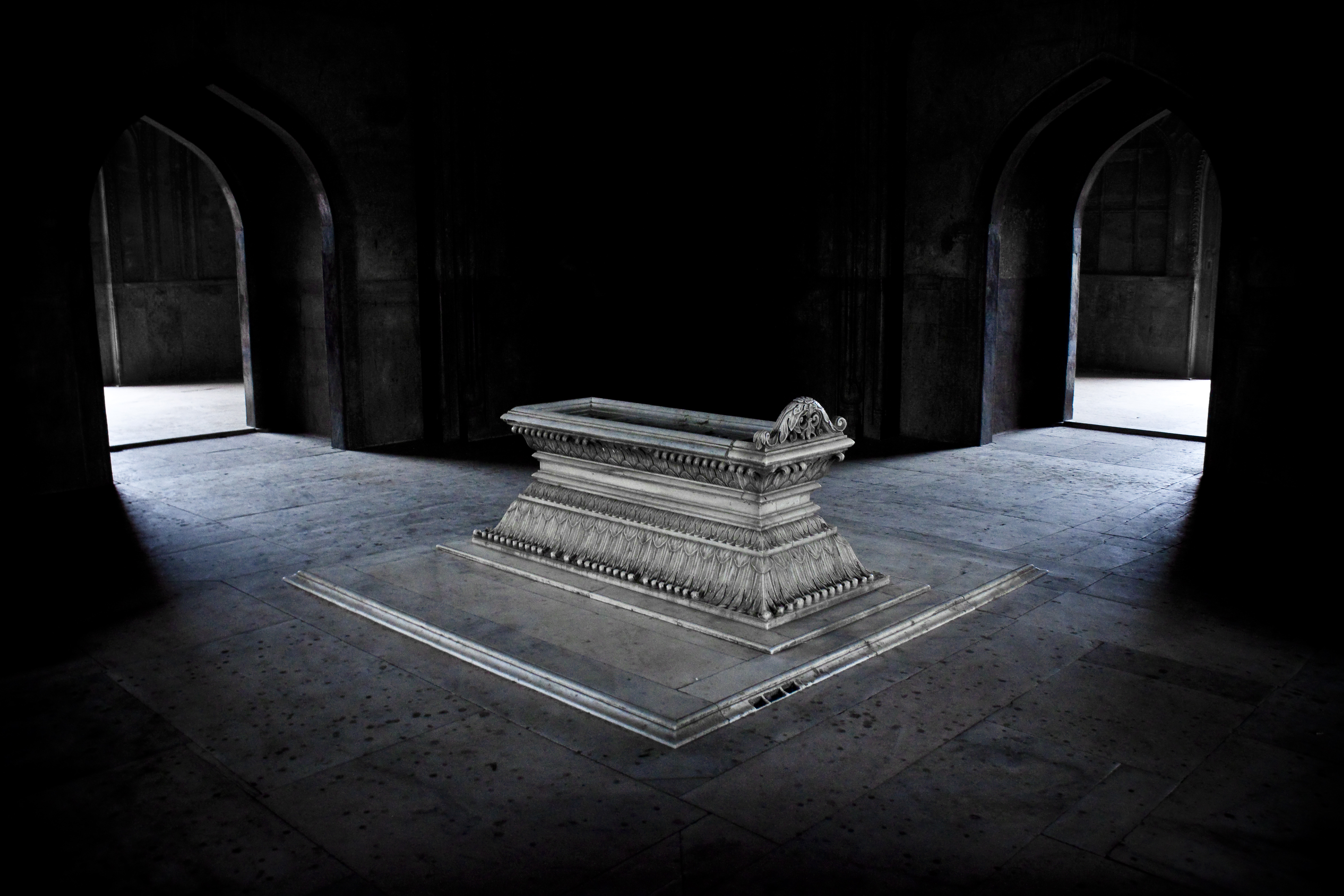
Sarcophage à l'intérieur du mausolée.

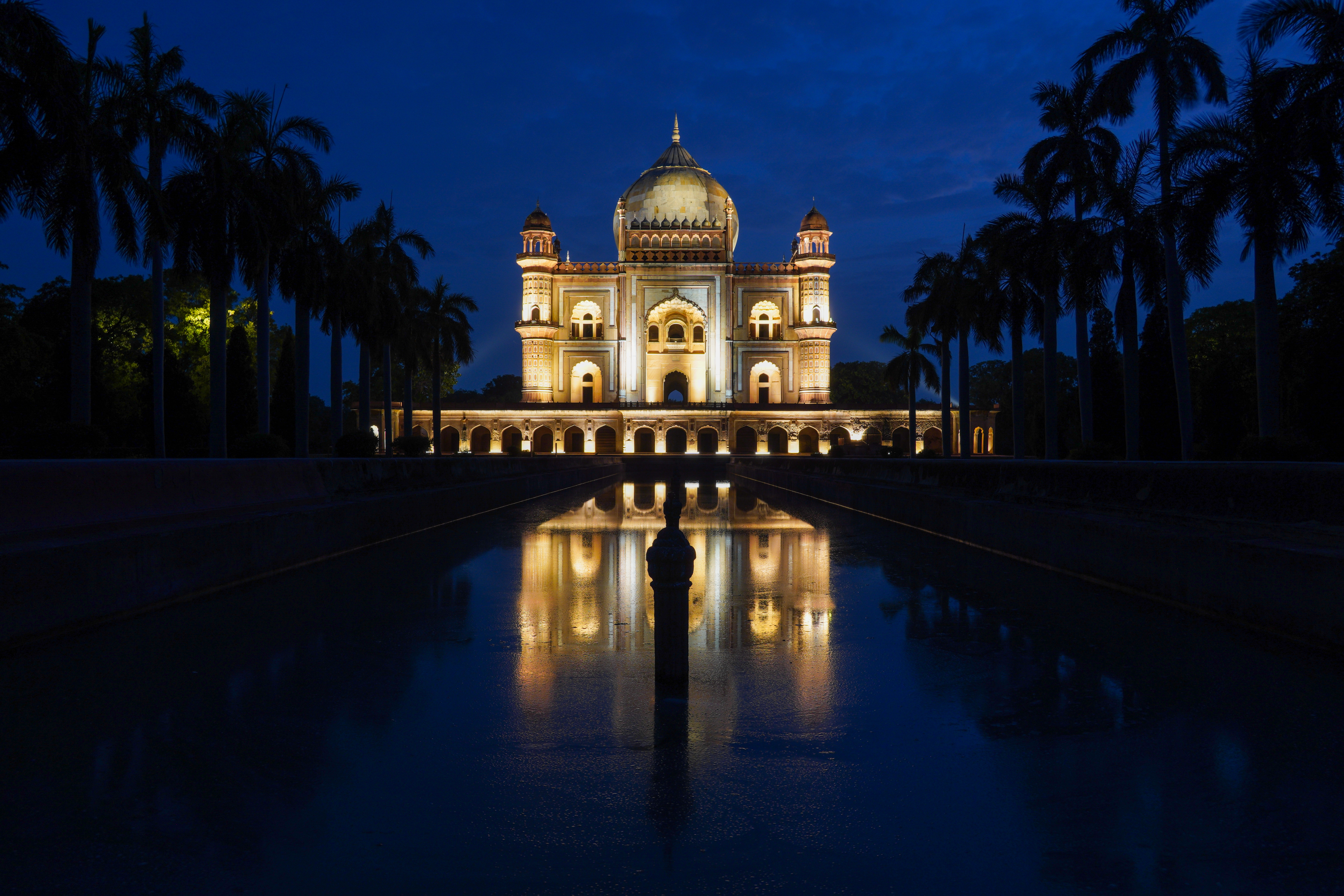
Le mausolée de Safdar Jung la nuit. Juin 2022.